# 総合スーパー

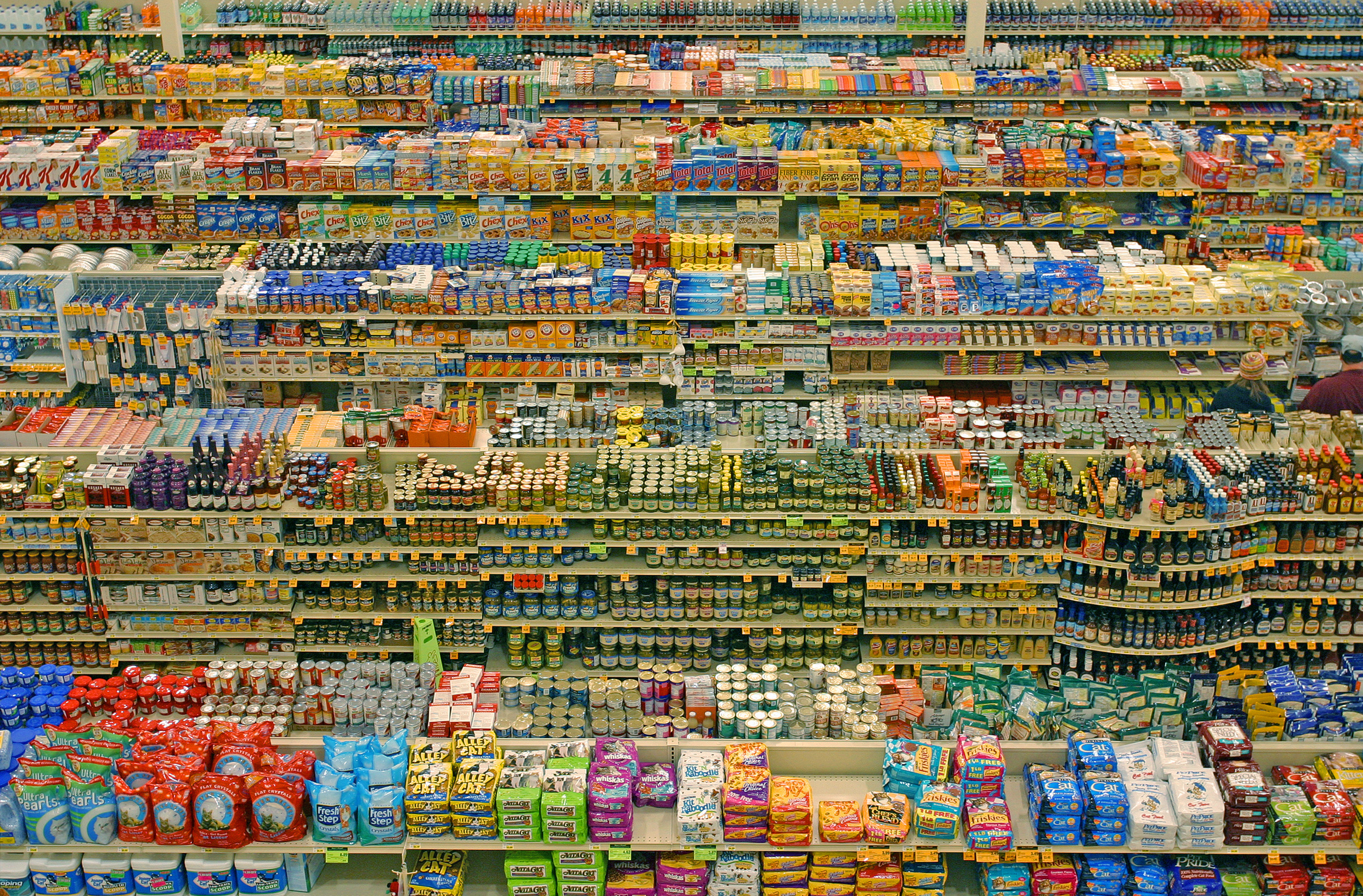
アメリカのハイパーマーケットチェーンの1つであるフレッドマイヤー。オレゴン州ポートランドで撮影

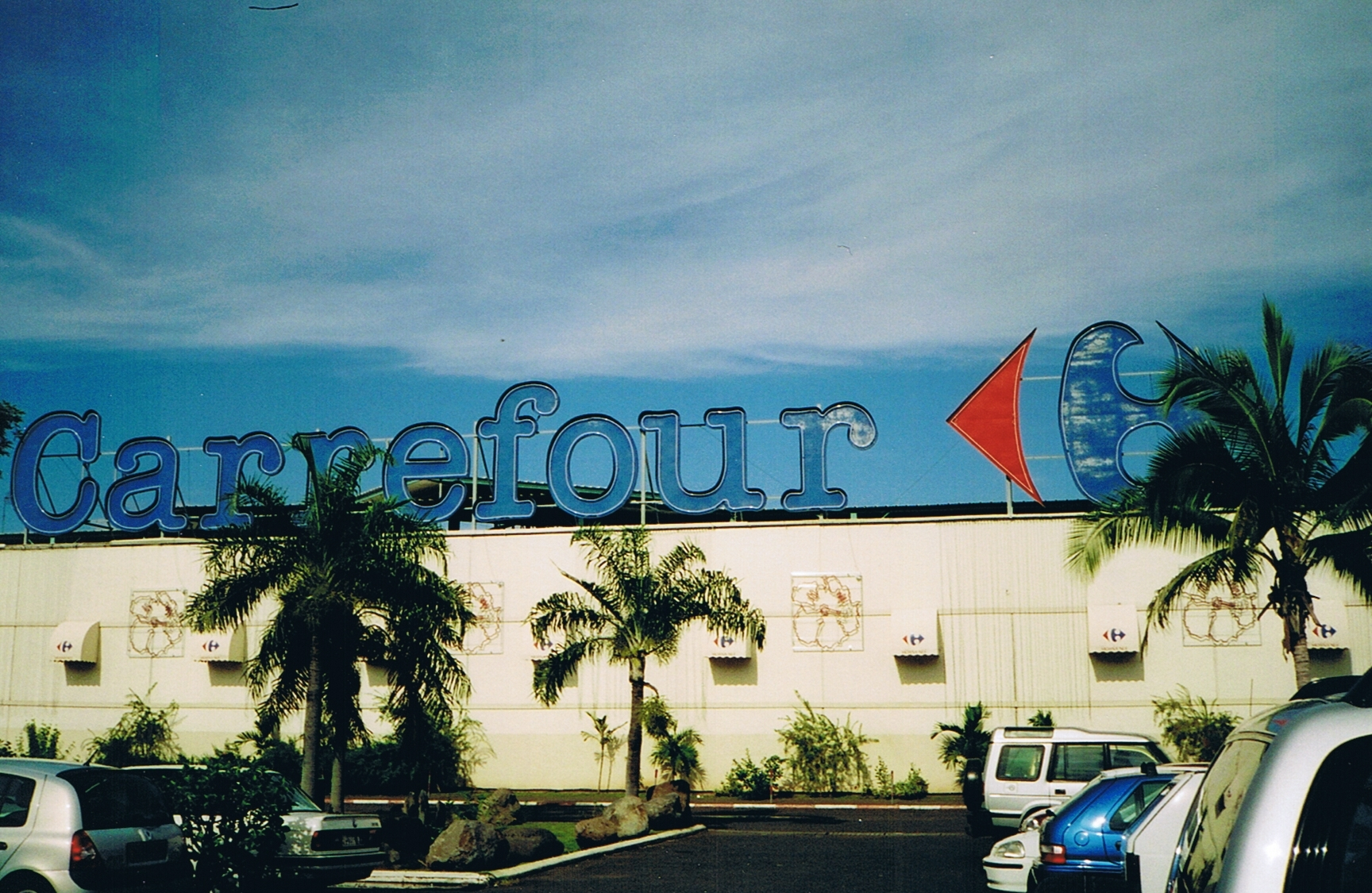
タヒチ、プナアウイアのカルフールハイパーマーケット。

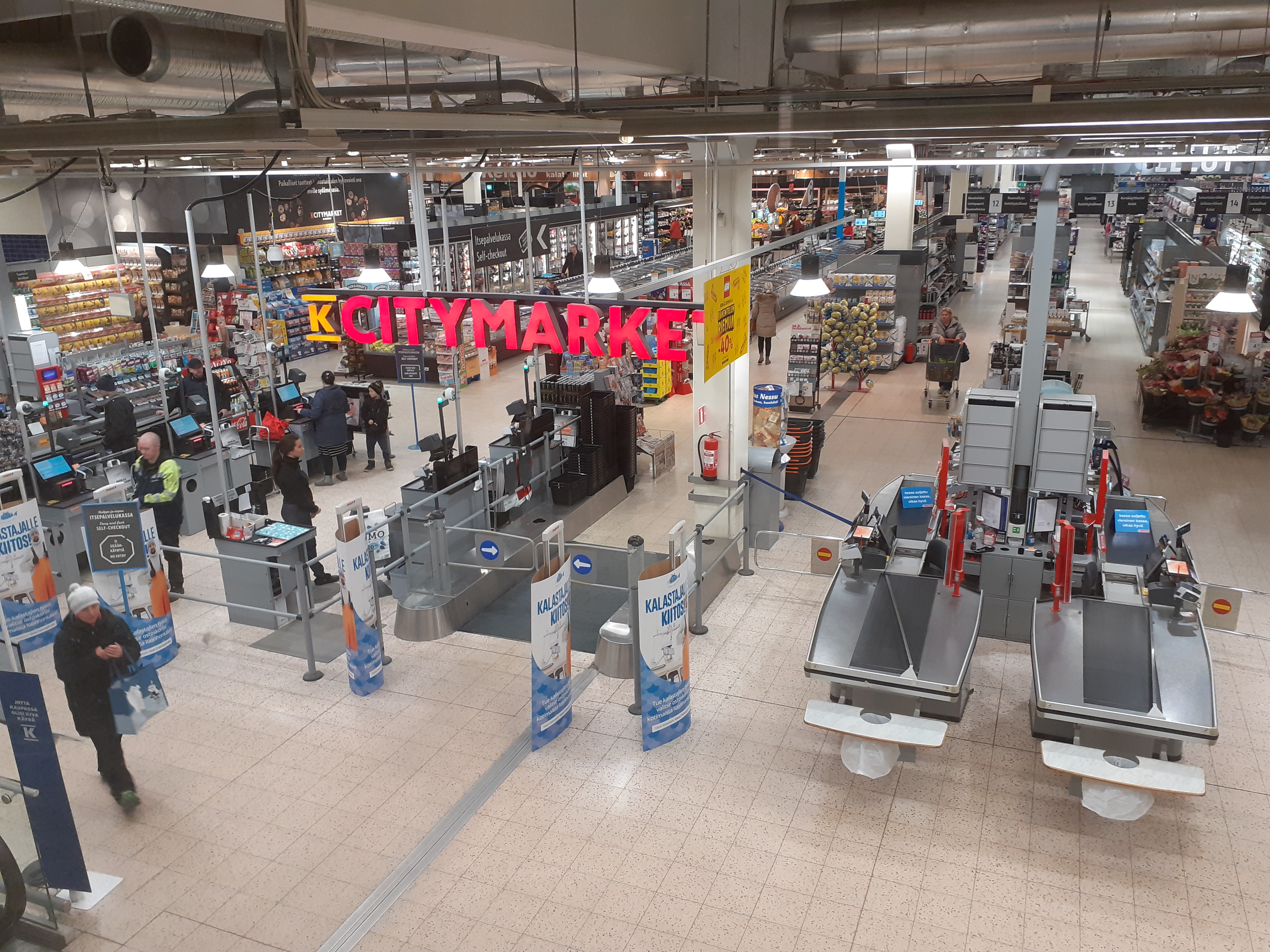
ウーシマー県のクラウカラで撮影されたヨーロッパのハイパーマーケットチェーン、フィンランドのコーシティマーケット。

総合スーパー（そうごうスーパー）は、日常生活で必要な物を総合的に扱う、大衆向けの大規模な小売業態である。
業界用語では「ゼネラルマーチャンダイズストア（英語:General merchandise store、GMS）」と呼ぶ。

## 特徴
総合スーパーの特徴としては、以下の特徴がある。
- スーパーマーケットとは異なり、食料品や日用品のみならず、衣料品や家電、家具など、様々な商品を総合的に品揃える。特に衣料品の売場比率が大きい。
- マイカー利用客向けに、大規模な駐車場（収容台数は数百台から数千台）を備えている店舗が多い。
- 建物は一般的に2 - 6階建程度の建物で、多くの店舗で屋上を駐車場としている。各フロアの移動用にエレベーターやエスカレーターを備える。
- 会計は売場ごとのレジ方式。
- 店舗内にテナントが入っている事が多く、総合スーパー単体店であってもショッピングセンターを形成している。

## 日本における歴史

### スーパーセンターの登場
ディスカウントストアが中心となり、ワンフロアにすることにより人件費などに極限までに切り詰め、より大量販売による低価格を実現したアメリカのウォルマートなどが中心に展開する「スーパーセンター」という業態がイオンスーパーセンターやウォルマートグループになった西友を中心に日本にも登場し、前述の2社以外にも後述のベイシアやイズミヤなどの各総合スーパーもこの業種に進出した。
しかし、スーパーセンターは低コストでの大量販売という点では優れているが、画一化された商品の販売という点では従来の総合スーパーと変わらないという問題点を抱えている。

### 大型ショッピングセンターの登場
総合スーパーの強みである集客力や売り場づくりを活かし、弱い分野である食品以外の部門を同一の建物に専門店を入れることによりお互いの弱点を補い、さらにその規模を活かして従来の総合スーパーよりも広域から集客するという「大型ショッピングセンター」（ショッピングモール）が総合スーパーの進化型として登場した。
日本で初めて、アメリカで流行していた大型商業施設（ショッピングセンター方式）を取り入れたのはダイエーが1964年4月5日に大阪府豊中市に開店させた庄内ショッパーズプラザである。ショッパーズプラザの成功を受けジャスコ（現・イオン）（ダイアモンドシティ・ジャスコシティ・イオンショッピングセンター等）や三井不動産（ららぽーと）が参入していたが、その後1980年代にニチイ（マイカルタウン）、1990年代に長崎屋（ラパーク）、イズミ（ゆめタウン）、西友（ザ・モール）、2000年代にイトーヨーカドー（アリオ）、ユニー（ウォークモール等）などが参入し、それに対抗しイオン（旧・ジャスコ）はダイヤモンドシティと比較的大型のイオンショッピングセンターをイオンモールに統一した。そうした背景から従来の車で来店するには不便な市街地にある総合スーパー単独店を郊外に置き換えるように出店していくようになった。1960年頃には、ダイエー、イトーヨーカ堂、ジャスコ、マイカル、西友がスーパー業界のビッグ５と呼ばれるようになり、これらの企業は1964年から1974年にかけて、年平均47.5%の急成長を遂げた。

### バブル崩壊、専門店の増加による衰退
総合スーパーは、多品種の商品を大量仕入、大量販売する方式で高度経済成長期の日本の消費者の要求に応えてきたが、バブル崩壊以降は低迷を迎える。食品のついでに利益率の高い衣料品や生活雑貨を買ってもらうというビジネスモデルが、ユニクロ・しまむらなどの価格破壊で苦戦に陥ったことが指摘される。2000年代から衣料品はアパレルショップ、家電は家電量販店など専門性の高い業態が台頭し、総合スーパーは時代遅れとなり、総合スーパーが担っていた幅広い品揃えは単一の店舗から複数の店の入る複合商業施設へと代わった。
一時は商業施設分野に未経験だった商社や不動産会社までもがデベロッパーとして参入していたが、大型商業施設はデベロッパーの流通ノウハウに影響される部分が大きい。テナントのほとんどが撤退、またそれによる魅力の低下など負の連鎖により、開店数年で閉鎖を余儀なくされたり、空きテナントだらけになってしまうショッピングセンターも出ていった。

### イオンの新展開
2000年6月の大規模小売店舗法（大店法）の廃止に伴い、それまで市街地立地に制約されてきた大型店の出店が広い土地の確保が可能な郊外に進むことになったことにあわせ、郊外の広大な土地に数千台規模の駐車場を備え、広域から集客する大規模なスーパーセンターや大型ショッピングセンター（ショッピングモール）といった新しい業態が誕生した。
GMS+専門店という構成でワンストップショッピング機能を担ったイオンの大型商業施設が躍進、GMSの収益性は低いものの集客エンジンとして活用されている。
また、イオンやイトーヨーカドーでは2008年のリーマン・ショックによる世界的な不況後は、総合スーパーの不採算店の積極的な再編を行い、新設の大型ショッピングセンターに置き換えている。

### まちづくり三法改正
大型ショッピングセンターやスーパーセンターは巨大な敷地が必要なため、郊外に建設されることが多かったが、2006年にまちづくり三法の改正が行われ、郊外地域への大型商業施設の建設は事実上出来なくなった。また、市街地にあった巨大工場跡地（主にJTなど）も用途地域の制限も厳しくなり工業地域に大型店舗を建てられなくなった。
そのため、土地区画整理事業地内など市街化区域内の土地に建設される例が目立つが、郊外に比べて地価が高いな立地ゆえに巨大な土地の確保が難しく建設費がかさみ、地方人口減少も加わり、新設件数が減少傾向となった。

## 日本の主な総合スーパー
イオングループ
業界1位、国内小売企業売上高ランキング1位。
イオン
イオングループの中核。2011年（平成23年）3月1日に「ジャスコ」・「サティ」・「ポスフール」を統合し、店舗ブランドを統一。2015年9月と2016年3月には一部の「ダイエー」店舗がイオンに転換された。2015年（平成27年）以降は食品スーパー(SM)業態や特定の品目に集約した店舗など総合スーパーから離れた店舗が増えている。
ダイエー
かつては日本最大手の流通企業であり、日本を牽引する総合スーパー事業者であったが、バブル崩壊などもあり経営が行き詰まり、産業再生機構の下で経営再建後は丸紅傘下となった。丸紅の傘下になった2007年にイオンとの提携を締結し、その後2013年（平成25年）3月にイオンが株式公開買い付け（TOB）を実施し連結子会社化されたがその後も業績は好転せず、2015年にイオンの完全子会社となり、多数の店舗をイオンに譲渡し首都圏と近畿圏に事業領域を限定しイオングループのスーパーとして存続している。子会社化後から店舗譲渡などもあり主力業態は食品スーパーとなっており総合スーパーの店舗は少数派となってきている。
フジ
四国、山陽地方（岡山県を除く）に展開。2018年以降イオンと資本提携をしており、2022年のマックスバリュ西日本との経営統合後はイオンの子会社となった。関東地方で「フジ」の名称で展開する「富士シティオ」との関係性はない。
フジグラン
フジが運営するショッピングセンター。
セブン&アイホールディングス
業界2位、国内小売企業売上高ランキング2位。子会社だったセブンイレブン・ジャパンの好調に支えられた経営体制からの脱却を図るため、持ち株会社セブン&アイホールディングスを設立し、対等の関係になった。
イトーヨーカ堂（イトーヨーカドー）
東日本を中心に展開していたが、業績低迷が続き、2000年代以降は不採算店、老朽化店の閉鎖や食品スーパー（SM）業態への転換、地方店舗の閉鎖と首都圏への集中による建て直しを進めている。
天満屋ストア
岡山県や広島県などの中国地方で展開。元々は中国地方で百貨店を展開する天満屋グループの子会社だったが、2021年時点ではイトーヨーカ堂の方が多く株を保有している。
天満屋ハピータウン
天満屋ストアが運営するショッピングセンター。本社のある岡山県を中心に広島県などにも複数の店舗を構える。そのほかにも食品スーパーの天満屋ハピーズなどが岡山県を中心に鳥取県などにも出店している。
イズミ
広島市に本社を置きながら、中国地方（鳥取県を除く）、四国地方のみならず九州地方へも展開。
セブン&アイホールディングスとは2018年より業務提携しており、プライベートブランド「セブンプレミアム」などの取り扱いをしている。但し、資本関係はない。
ゆめタウン
イズミが運営する総合スーパー・ショッピングセンター。破綻した熊本の総合スーパーニコニコドーを買収するなどして、イオン九州や四国地場最大手のフジ・リテイリングと競合している。
パン・パシフィック・インターナショナルホールディングス（ドン・キホーテ）
業界3位、国内小売企業売上高ランキング4位。元々はディスカウントストアだったが、長崎屋やユニーを買収し、総合スーパー事業に参入。
ユニー
中部地方や関東地方を中心に展開し、特に中部地方では市場占有に成功。
ウォーク
アピタ ・ピアゴを核店舗とするショッピングセンター。同社が展開するモール型ショッピングセンターの名称はリバーサイド千秋を除きSCごとに地域に関連した単語にウォークを組み合わせ「○○ウォーク」という名称になっている。
長崎屋（MEGAドン・キホーテ）
1990年の尼崎店火災やバブル崩壊に伴い2000年（平成12年）に破綻。その後はパン・パシフィック・インターナショナルホールディングスの傘下に入り、MEGAドン・キホーテが主力となっており、長崎屋の店舗は指折り数える程にまで減少した。
ラパーク
長崎屋やMEGAドン・キホーテを核店舗とするショッピングセンター。現在はほとんどが消滅。
ベイシア
業界4位、国内小売企業売上高ランキング7位。群馬県で創業し、関東地方や中部地方（北陸3県除く）、福島県、滋賀県にて展開。かつてはいせやという名称で総合スーパーを展開していたが、同社がスーパー部門を切り離し、ベイシアを設立してからは多階層の総合スーパーの新規出店を止め、スーパーセンターを中心に展開を行っている。
西友
かつてのセゾングループの中核企業であり、規模拡大を押し進めたが、バブル崩壊後に戦略はつまづきグループは解体、その後世界最大小売業者であるアメリカのウォルマートの子会社を経て現在は投資ファンドの傘下にある。ウォルマート傘下に入って以降は食料品売場を除く売場をテナントに転換しており総合スーパーである店舗は激減している。
ザ・モール
西友が運営するショッピングセンター。核店舗は「西友」と「LIVIN」の二通りがある。
平和堂
ユニーより教授された経営ノウハウにより「琵琶湖ネックレスチェーン構想」として地盤の滋賀県を固め、北陸地方や京阪神地区など周辺へ展開。経営破綻したグランドタマコシや経営の傾いたヤナゲンを傘下に収め東海地方へも進出し始めている。
アル・プラザ
平和堂が運営するショッピングセンター。
イズミヤ
主に近畿地方の都市部で店舗を展開している。2014年6月より、阪急百貨店などを運営するエイチ・ツー・オー リテイリング系列に入り、阪急百貨店のギフトなども扱っている。以前は関東、中部(東海)、中国の各地方にも出店していたが、エイチ・ツー・オー リテイリング傘下で京阪神地域への特化を進め、2020年2月の宮崎店撤退をもって遠隔地の店舗はすべて閉鎖した。GMSから食品スーパー（テナント併設）への転換を進めている。2023年にはエイチ・ツー・オー リテイリング傘下の高級食品スーパー阪急オアシスと経営統合する。
サンリブ・マルショク
別府市と下関市で創業、九州・山陽地方を地盤とし、現在は北九州市と大分市に本部を構える。
寿屋破綻後の九州地場最大手として、イオンやイズミと激しい競争を繰り広げ、近年は主に中規模 - 小規模GMSや食品スーパーの展開を中心とすることで差別化を図っている。
サンリブシティ
サンリブ・マルショクが運営するショッピングセンター。北九州市小倉南区と熊本市に所在。ショッピングセンター業態であっても単に「サンリブ」や「マルショク」名での出店も多い。
上記のほか、各地域にローカル展開している総合スーパーも存在する。